# 人力资源管理

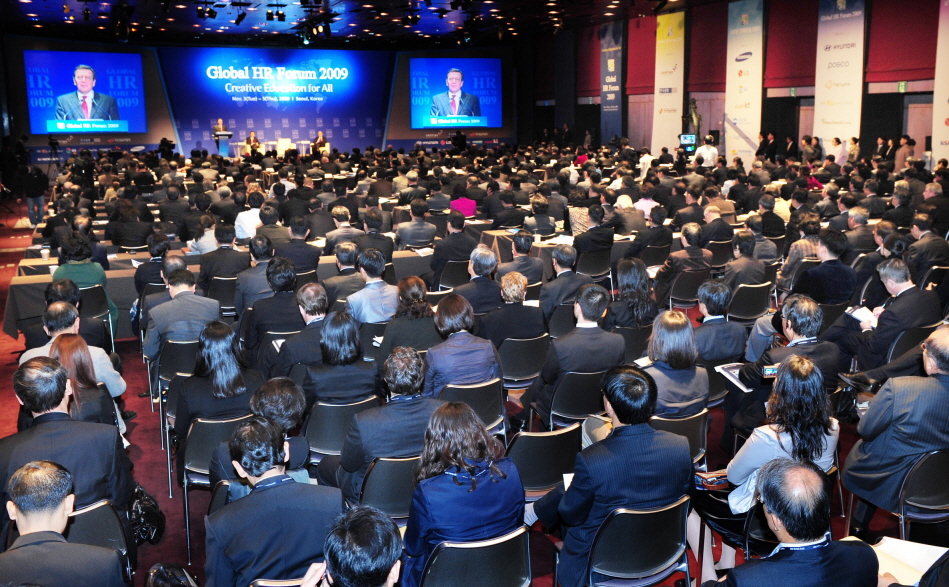
2009年全球人力資源論壇大會

人力资源管理（英語：Human resource management，简称：HRM或HR），是指为了完成管理工作中涉及人或人事方面的任务所进行的管理工作。
人力资源管理工作包括：工作分析；制定人力需求计划以及人员招募；培训及开发；薪酬及福利管理、绩效评估；員工關係管理等。人力資源管理愈來愈被重視。在經濟發展成熟的體系下，人力資源管理必須配合以爭取最佳的資源效益，若將不適當的人力配對不適當的職位，資源效益不但全無，或有可能損耗。現代經濟講求平衡及配合，提升管理效能和素質，就要人力資源配合以作平衡，箇中的內容是設立人力資源架構框架，用最適合的人做最適合的工作。建立人力資源平台，作為溝通及搜集資訊渠道，將各方意見綜合，捨短取長，以處理薪酬、福利等事宜。人力資源最重要是培訓及發展，人力資源發展必須投資在培訓方面，以發揮各階層的人力資源潛能。

## 定義
「人力資源管理」一詞，是於1950年代，開始為彼得·杜拉克與若干北美洲的學者所使用。而於1980年代前後，在學術界與實務界中，它開始逐漸地替代「人事管理」一詞。奠基於不同的管理哲學，人力資源管理，可以衍生出兩種途徑，一是哈佛學派的發展人道主義（developmental humanism）；二是密西根學派的功利工具主義（utilitarian-instrumentalism）。

## 主要职能

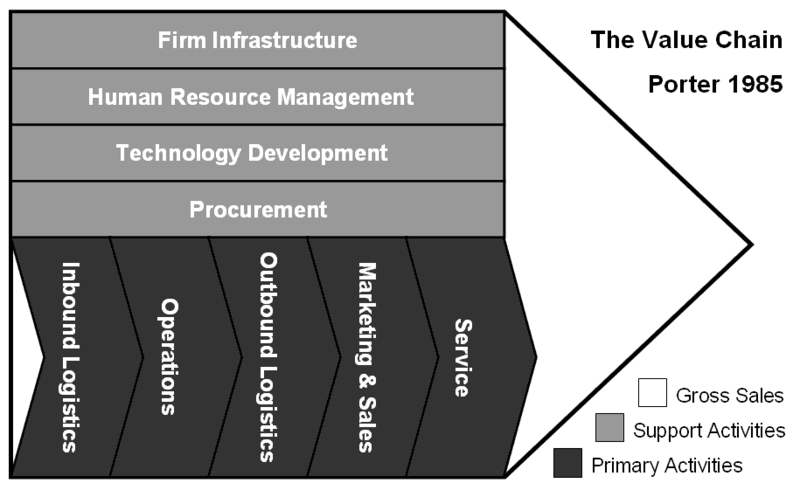
企業價值鏈中對人力资源管理的定位

人力资源管理的主要职能包括：人员招募；培训及开发；薪酬及福利管理；绩效考核；员工关系；企业文化。
这六项人力资源职能是依据西方的人力资源管理实践所归纳的职能，对于大部分中小型企业而言已经足够，大型集团企业往往还会包括人力资源信息化、干部管理等；具体到中国的管理实践中，还有传统的人事档案、职称资质管理等有中国特色的模块。
人员招募：
人员招募又称为人员招聘。主要是基于组织（公司，政府，非盈利组织等）的近期及远期的业务需要，来制定人员需求的计划，并通过各种招聘手段来完成组织的人员需求。
人员招募主要涉及人员规划，简历收集，选聘，录用及员工入职培训。
培训及开发：
培训及开发主要是通过一些培训及开发的技术及手段，提高员工的技能，以适应公司所处经营环境中的技术及知识的变化。
主要的技术及手段有：培训、在岗培训、轮岗、员工继续教育计划、辅导、训导。
薪酬及福利管理：
1. 人力規劃
根據企業的目標預計未來人力的需求，建立員工招募、訓練、重新部署與遣散或解僱等程序，確保企業在指定時間內能有足夠和合適的人員。
2. 招聘和挑選
招攬和吸引具備才能的人應徵有關職位，并從中挑選最合適的申請人。
3. 培養和發展
從各方面提升員工的工作能力，例如專業技能、人際關係技巧和解難能力等，從而改善他們的工作表現。
4. 工作表現評核
評估員工的工作表現
5. 薪酬和福利管理
制定有效薪酬和福利制度，以吸引和保留人才，并激勵員工努力工作。

## 人力资源部的组织设置
有以下三种方式：
1. 职能型组织设置
  1. 人力规划
  2. 社会事业
2. 对象型组织设置
  1. 领导层
  2. 技术类员工
  3. 管理类员工
  4. 受培训者
3. 混合模式